# Алометрія

Аллометрична залежність швидкості пересування тварин від розмірів тіла

Алометрія (грец. állos — інший і métron — міра), нерівномірний ріст частин тіла (у більш широкому сенсі — відмінність пропорцій у організмів з різними розмірами). Алометрія може бути негативною (наприклад, уповільнений ріст голови у дитини) і позитивною (наприклад, зростання рогів у жуйних тварин). Алометрія виражається зміною як пропорцій тіла, так і темпів розвитку різних органів, тобто гетерохронією. Випадки в алометрії описуються законами і правилами (наприклад, Правило Ренча).
Алометричний ріст можна зареєструвати, порівнюючи організми різного розміру. Відповідно до того, які особини порівнюються один з одним, можна виділити такі форми аллометрії:
- Онтогенетична алометрія, яка простежується в ході онтогенезу особини або встановлюється при порівнянні різновікових особин одного виду;
- Внутрішньовидова алометрія, виявляється при порівнянні особин на одній стадії розвитку (звичайно дорослих), які відрізняються один від одного за розміром;
- Міжвидова алометрія, що виявляється при порівнянні середніх значень досліджуваної ознаки, характерних для особин (як правило, дорослих) різних видів, що належать до однієї групи;
- Еволюційна алометрія — міжвидова алометрія в ряду філогенетично спадкоємних форм.